# قائمة البنوك في أندورا
هذه قائمة بالبنوك في أندورا:
- نشأ آندبنك، بعد اندماج بانك أجريكول وبانكا ريج في عام 2001.[3]

- تم تأسيس بانك ساباديل د أندورا، وهو فرع من بانك ساباديل، في يونيو 2000. وهو البنك الوحيد من أصل إسباني الذي يعمل في أندورا. في حين غادر كل من بي بي في أيه وكايكسابانك السوق الأندورية في عام 2006.[4]

- كان بانكا بريفادا دأندورا في طور التسوية منذ عام 2015 من قبل الوكالة الحكومية لتسوية المؤسسات المصرفية.[5]
- تأسس كريدي أندورا في عام 1949، واستحوذ على نسبة 46.35% من كايكسابانك في 31 يوليو 2005 مقابل 927 مليون يورو.[6]

- تأسست مورا بانك جروب في عام 1958 تحت اسم بانكا كوما، وفي عام 1970 تم تغيير اسمها إلى بنك إنترناسيونال دأندورا. وفي نوفمبر 2011 اتخذت اسمها الحالي.

- فال بنك، تم إنشاؤه في 17 يوليو 2015 من قبل مجلس إدارة الوكالة الحكومية لقرار المؤسسات المصرفية.